# Банана-Сплитс
«Банана-Сплитс» (англ. The Banana Splits) — американское детское телевизионное комедийное развлекательное шоу, созданное компанией «Hanna-Barbera Productions» с участием так называемых «Банановых сплитов» — вымышленной музыкальной группы, состоящей из четырёх антропоморфных животных: пса Флигла, льва Друпера, обезьяны Бинго и слона Снорки. Каждый из участников группы имеет свой музыкальный инструмент и место в группе.
Сериал выходил в эфир на телеканале NBC в течение двух сезонов с 1968 по 1970 год. В шоу группа актёров выступает на сцене в костюмах «Банановых сплитов». Сами костюмы были разработаны братьями Сидом и Марти Кроффтами.
13 августа 2019 года состоялась премьера комедийного фильма ужасов под названием «Банана-Сплитс», который переосмысляет концепцию оригинального сериала и в котором «Банановые сплиты» представлены как роботизированные аниматронные куклы, вышедшие из-под контроля создателей.

## Создание
В 1967 году аниматоры Уильям Ханна и Джозеф Барбера обратились к братьям Сиду и Марти Кроффтам с просьбой создать костюмы для детского телевизионного шоу, ведущими которого должны были стать антропоморфные животные, состоящие в музыкальной группе. Общий формат шоу, в виде небольших скетчей, был позаимствован у комедийного телешоу «Хохмы Роуэна и Мартина». Что примечательно, для работы над «Банана-Сплитс» были привлечены сценаристы этого шоу — Фил Хан и Джек Ханрахан.
Первый эпизод шоу вышел в эфир 7 сентября 1968 года на телеканале NBC. Как позже в своей автобиографии заявил Джозеф Барбера, изначально шоу должно было называться «Банана-Банч», однако от этого названия пришлось отказаться, так как ранее под точно таким же названием была выпущена детская книга.
Шоу совмещало в себе как игру с живыми актёрами, так и анимацию. Все сценки с живыми актёрами, входящие в первый сезон шоу, были отсняты режиссёром Ричардом Доннером.
Джейсон Энкини из AllMusic предположил, что в провале второго сезона шоу виновата съёмочная группа, которая не изменяла декорации и окружение в шоу, тем самым заставляя юных зрителей считать, что они смотрят повторы старых эпизодов.

## Концепция
Каждый эпизод шоу состоял из нескольких коротких комедийных сценок, в каждой из которых фигурировали члены группы «Банановые сплиты» — Флигл, Друпер, Бинго и Снорки. Сценки выполнялись в двух типах: с живыми актёрами и в виде анимации.
Шоу «Банана-Сплитс» известно как одна из первых работ Уильяма Ханны и Джозефа Барберы и как одно из первых утренних субботних шоу, в котором использовался закадровый смех, хотя изначально смех отсутствовал в шоу.

## Персонажи

### Главные

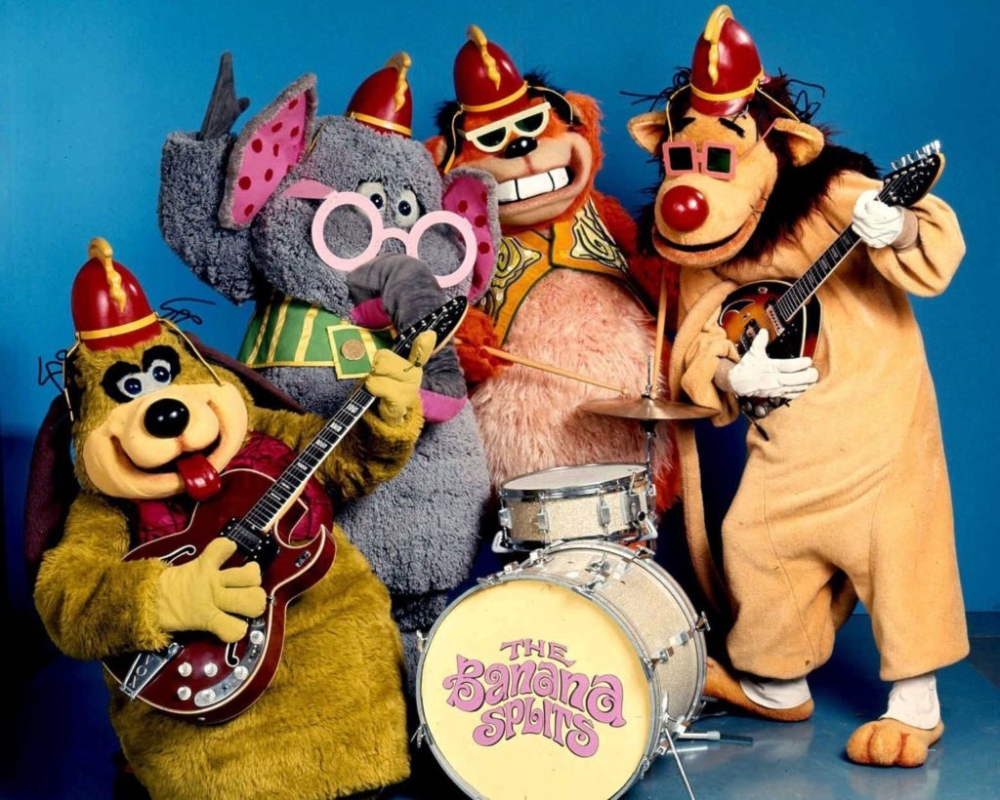
Члены группы «Банановые сплиты» слева направо: Флигл, Снорки, Бинго, Друпер.

- Флигл — антропоморфный бигль и самопровозглашённый лидер группы. В качестве аксессуара использует красную галстук-бабочку. Его музыкальный инструмент — гитара.
- Друпер — антропоморфный лев с южным акцентом. В качестве аксессуара использует жёлтые солнцезащитные очки. Его музыкальный инструмент — бас-гитара.
- Бинго — антропоморфная обезьяна с гнусавым голосом и оранжевым мехом. В качестве аксессуаров использует белые солнцезащитные очки и жёлтый жилет. Его музыкальный инструмент — барабаны.
- Снорки — антропоморфный слон и единственный член группы, который общается с помощью нечленораздельных звуков, а не слов. В качестве аксессуара использует розовые очки. Его музыкальный инструмент — пианино.

### Второстепенные
- Диктор — неизвестный человек, который играет роль ведущего: чаще всего он представляет «Банановых сплитов» и их номера.
- Банановый пылесос — голова синего антропоморфного лося с каштановыми волосами и лампочками на голове, которая играет роль помощника: она помогает «Сплитам» разгадывать загадки и решать задачи.
- Часы с кукушкой — настенные часы с сине-жёлтой головой антропоморфной кукушки внутри. Довольно часто и язвительно спрашивает время у героев и изредка появляется в некоторых сценках шоу.
- Глупый суслик — антропоморфный суслик, который, до недавнего времени, жил в цветочном горшке. Играет эпизодические роли в некоторых сценках.
- Робот Милдред — антропоморфный робот и изобретение Флигла, который умеет исполнять любые желания, и, чаще всего, по настоящему. Играет эпизодические роли в сценках.

## Музыка
Заглавная тема шоу под названием «The Tra La La Song (One Banana, Two Banana)» была создана Ричи Адамсом и Марком Барканом, однако они были указаны как авторы только по контракту. Автором песни стал Нельсон Б. Уинклесс-младший, который придумал песню у себя дома и исполнил её на фортепиано. Песня стала хитом и заняла 96-е место в рейтинге Billboard Top 100 в феврале 1969 года.
В 1978 году американская панк-рок группа The Dickies сделала кавер на заглавную тему «Банана-Сплитс». В итоге, улучшенная и изменённая версия песни стала очень популярной и заняла 6-е место в музыкальных британских чартах.

## Фильм
19 февраля 2019 года подразделение компании Warner Bros. Television, Group Blue Ribbon Content, объявило о сотрудничестве с компанией Blue Ice Pictures в производстве экранизации телесериала «Банана-Сплитс» под названием «Банана-Сплитс», который должен был стать слэшером с возрастным рейтингом R. 13 июня 2019 года был опубликован первый официальный трейлер фильма.
Премьера фильма состоялась 13 августа 2019 года.